# 松山歴史公園
松山歴史公園（まつやまれきしこうえん）は、山形県酒田市の松山地区（旧松山町）にある歴史公園。

## 概要
松山城の跡地に整備された公園である。
4月下旬には桜、5月上旬にはつつじ、6月下旬にはスイレンを堪能することもできる。

## 園内概要
- 松山城大手門（山形県指定文化財）
- 翠松庵（茶室）
- 松山文化伝承館

などがある。

## アクセス
- 車
  - JR酒田駅より約30分[1]
  - JR余目駅より約10分[1]
  - 庄内空港より約30分[1]
  - 山形自動車道酒田ICより約20分[1]

## 周辺
- 總光寺
- 眺海の森